# Tom Gillis
Thomas Charles Gillis (Pontiac, 16 juli 1968) is een Amerikaanse golfer.
Gillis ging naar de Lake Orion High School in Lake Orion en studeerde op het Oakland Community College, waar hij collegegolf speelde.

## Professional
Gillis werd in 1990 professional en speelde op invitatie toen enkele toernooien op de Nationwide Tour en de Amerikaanse Tour. Hij speelde 89 toernooien op de Europese Tour in de periode 1998-2002. Hij had een goede start en behield zijn speelrecht voor 1999, maar kreeg in 1999 last van tendonitis en verloor toen zijn kaart. Via de Tourschool kwam hij weer terug. Zijn beste resultaat was in 2000, toen hij op de derde plaats van het Belgacom Open eindigde achter Lee Westwood en  Edoardo Molinari. Zijn gezondheid liet hem weer in de steek, hij leed aan het chronischevermoeidheidssyndroom (CVS) waardoor hij in 2001 maar zes toernooien kon spelen. 

In 2003 en 2005 speelde hij op de Amerikaanse Tour en tussendoor op de Nationwide Tour. In 2009 won hij de laatste editie van de Nationwide Tour Players Cup won, sindsdien speelt hij weer op de PGA Tour.
In 2003 en 2007 kwalificeerde hij zich voor het US Open, in 2008 speelde hij het Brits Open en in 2011 het Amerikaanse PGA kampioenschap. In 2014 werd hij aan zijn schouder geopereerd en in 2015 speelde hij weer het Brits Open.
Sinds 2018 speelt Gillis op de PGA Tour Champions.

### Nationwide Tour (1)
- 2009: Nationwide Tour Players Cup

### NGA Hooters Tour (1)
- 1997: Naturally Fresh Cup

### Gateway Tour (2)
- 2007: Beach Spring 4, Beach Summer 7

### eGolf Professional Tour (2)
- 2009: Pine Needles Classic, Savannah Quarters Championship

### Elders (4)
- 1992: Waterloo Open Golf Classic
- 1993: Jamaican Open
- 1994: Michigan Open
- 2008: Michigan Open